# Steve David
Steve David (ur. 11 marca 1951 w Port Fortin na wyspie Trynidad) – trynidadzki piłkarz. Wieloletni gracz ligi NASL.

## Kariera piłkarska
Steve David karierę piłkarską rozpoczął w FC Police w rodzimej lidze. W 1974 roku został zawodnikiem Miami Toros grającego w NASL. W tym samym roku wraz z drużyną dotarł do finału Soccer Bowl, który przegrali z Los Angeles Aztecs 4-3. W następnym sezonie został z 23 bramkiami królem strzelców i najlepszym piłkarzem sezonu oraz dotarł do półfinału rozgrywek play-off. Po nieudanym sezonie 1976 (1 bramkach w 13 meczach) został sprzedany do Los Angeles Aztecs. Już w pierwszym sezonie dla Azteków z 26 bramkami został królem strzelców ligi NASL. Następnie grał w Detroit Express. W latach 1978–1979 grał w California Surf. Sezon 1980 rozpoczął w San Diego Sockers, a pod koniec sezonu trafił do San Jose Earthquakes. Po sezonie 1981 zakończył karierę w NASL ze 100 bramkami, 228 punktami w 175 meczach.
Jeszcze w czasie gry w NASL Steve David grał w piłkę halową w drużynie San Jose Earthquakes. Dla tej drużyny rozegrał 18 meczów i zdobył 25 bramek i 61 punktów. Jesienią 1981 roku przeszedł do halowej drużyny Phoenix Inferno występującej w MISL. Dla tej drużyny w sumie rozegrał 113 meczów, strzelił 134 gole oraz zdobył 123 punkty. Steve David karierę sportową zakończył w 1984 roku.

### Kariera reprezentacyjna
Steve David w reprezentacji Trynidadu i Tobago w latach 1971–1976 rozegrał 16 meczów i strzelił 16 goli.

## Statystyki

### Gole w reprezentacji
| #   | Data              | Miejsce                                                    | Przeciwnik          | Wynik | Rozgrywki                                           |
| --- | ----------------- | ---------------------------------------------------------- | ------------------- | ----- | --------------------------------------------------- |
| 1.  | 10 listopada 1972 | King George V Park, Port-of-Spain, Trynidad i Tobago       | Antigua i Barbuda   | 11–1  | Eliminacje do Mistrzostw CONACACAF 1973             |
| 2.  | 10 listopada 1972 | King George V Park, Port-of-Spain, Trynidad i Tobago       | Antigua i Barbuda   | 11–1  | Eliminacje do Mistrzostw CONACACAF 1973             |
| 3.  | 10 listopada 1972 | King George V Park, Port-of-Spain, Trynidad i Tobago       | Antigua i Barbuda   | 11–1  | Eliminacje do Mistrzostw CONACACAF 1973             |
| 4.  | 19 listopada 1972 | Antigua Recreation Ground, Saint John’s, Antigua i Barbuda | Antigua i Barbuda   | 1–2   | Eliminacje do Mistrzostw CONACACAF 1973             |
| 5.  | 30 listopada 1972 | Skinner Park, San Fernando, Trynidad i Tobago              | Surinam             | 1–1   | Eliminacje do Mistrzostw CONACACAF 1973             |
| 6.  | 29 listopada 1973 | Stade Sylvio Cator, Port-au-Prince, Haiti                  | Honduras            | 1–2   | Eliminacje do Mistrzostw Świata w Piłce Nożnej 1974 |
| 7.  | 4 grudnia 1973    | Stade Sylvio Cator, Port-au-Prince, Haiti                  | Haiti               | 1–2   | Eliminacje do Mistrzostw Świata w Piłce Nożnej 1974 |
| 8.  | 10 grudnia 1973   | Stade Sylvio Cator, Port-au-Prince, Haiti                  | Gwatemala           | 1–0   | Eliminacje do Mistrzostw Świata w Piłce Nożnej 1974 |
| 9.  | 14 grudnia 1973   | Stade Sylvio Cator, Port-au-Prince, Haiti                  | Meksyk              | 4–0   | Eliminacje do Mistrzostw Świata w Piłce Nożnej 1974 |
| 10. | 17 grudnia 1973   | Stade Sylvio Cator, Port-au-Prince, Haiti                  | Antyle Holenderskie | 4–0   | Eliminacje do Mistrzostw Świata w Piłce Nożnej 1974 |
| 11. | 17 grudnia 1973   | Stade Sylvio Cator, Port-au-Prince, Haiti                  | Antyle Holenderskie | 4–0   | Eliminacje do Mistrzostw Świata w Piłce Nożnej 1974 |
| 12. | 17 grudnia 1973   | Stade Sylvio Cator, Port-au-Prince, Haiti                  | Antyle Holenderskie | 4–0   | Eliminacje do Mistrzostw Świata w Piłce Nożnej 1974 |
| 13. | 15 sierpnia 1976  | Stadion Narodowy, Bridgetown, Barbados                     | Barbados            | 1–2   | Eliminacje do Mistrzostw CONACACAF 1977             |
| 14. | 14 listopada 1976 | André Kamperveen Stadion, Paramaribo, Surinam              | Surinam             | 1–1   | Eliminacje do Mistrzostw CONACACAF 1977             |
| 15. | 18 grudnia 1976   | Stade de Baduel, Kajenna, Gujana Francuska                 | Surinam             | 1−2   | Eliminacje do Mistrzostw CONACACAF 1977             |
| 16. | 18 grudnia 1976   | Stade de Baduel, Kajenna, Gujana Francuska                 | Surinam             | 1−2   | Eliminacje do Mistrzostw CONACACAF 1977             |

## Sukcesy piłkarskie

### Miami Toros
- Wicemistrz USA: 1974

### Indywidualne
- Król strzelców NASL: 1975, 1977
- MPV NASL: 1975